# Aankleedkussen

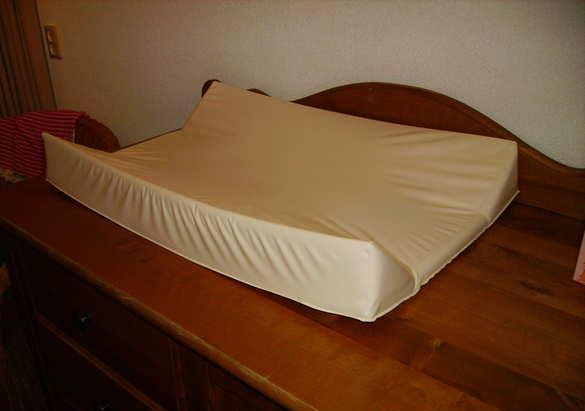
Een aankleedkussen op een commode in de babykamer

Een aankleedkussen is een kussen waarop een baby aangekleed of verschoond kan worden. Het aankleedkussen ligt doorgaans op een commode in een kinderkamer.
Een aankleedkussen is gemaakt van een waterafstotende stof zoals plastic en heeft een afmeting van ongeveer 70 x 50 x 10 cm met aan de zijkant 2 grote opstaande randen, zodat de baby niet kan verschuiven. Voor een aankleedkussen kan ook een overtrek (badstof) gekocht worden. 

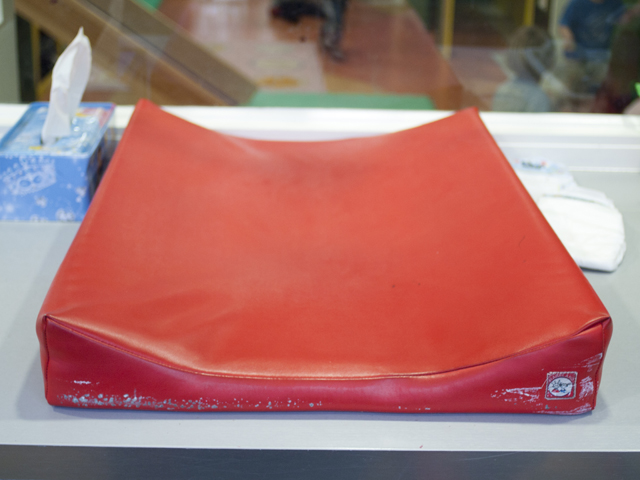
een aankleedkussen in een ander formaat